# Монгагуа
Монгагуа (порт. Mongaguá) — муниципалитет в Бразилии, входит в штат Сан-Паулу. Составная часть мезорегиона Южное побережье штата Сан-Паулу. Входит в экономико-статистический микрорегион Итаньяэн. Население составляет 46 977 человек на 2006 год. Занимает площадь 143,171 км². Плотность населения — 328,1 чел./км².
Праздник города — 7 декабря.

## История
Город основан 7 декабря 1959 года.

## Статистика
- Валовой внутренний продукт на 2003 составляет 202.634.629,00 реалов (данные: Бразильский институт географии и статистики).
- Валовой внутренний продукт на душу населения на 2003 составляет 4.879,35 реалов (данные: Бразильский институт географии и статистики).
- Индекс развития человеческого потенциала на 2000 составляет 0,783 (данные: Программа развития ООН).